# 歐陽充材
歐陽充材（？—？），字隆棟，號豫喬，江西吉安府泰和县人，明朝政治人物。

## 生平
万历二十八年（1600年）庚子科江西乡试舉人，三十二年（1604年）甲辰科进士，通政司觀政，三十三年授宁波府推官，三十四年本省同考，三十八年考察，四十四年補衡州府推官，本年丁憂，四十七年補邵武府推官。天启元年（1621年）升大理寺左評事，二年升左寺副，升南工部主事，三年升都水司郎中，四年升鳳陽府知府，崇祯二年（1659年）拾遗。

## 家族
曾祖歐陽仲，歲貢生。祖父歐陽熖。父歐陽華。母陳氏。具慶下。兄充安、弟充鰲、充脩、充侃。娶彭氏。